# Limassolla multimacula
Limassolla multimacula är en insektsart som beskrevs av Chiang, Lee och Knight 1988. Limassolla multimacula ingår i släktet Limassolla och familjen dvärgstritar.
Artens utbredningsområde är Taiwan. Inga underarter finns listade i Catalogue of Life.